# رجب الزروق
رجب الزروق دبلوماسي ليبي سابق. سبق لرجب الزروق العمل كسفير للجماهيرية الليبية في عدة دول بينها الفلبين.
عمل مبعوثا لليبيا في مفاوضات حول إطلاق سراح رهائن تم احتجازهم من قبل جماعة أبو سياف الإسلامية المتشددة في جنوب الفلبين في العام 2000. حيث أجرى المفاوضات نيابة عن مؤسسة القذافي الخيرية.